# برلز
برلز (به فرانسوی: Brélès) یک کمون در فرانسه است که در فینیستر واقع شده‌است. برلز ۱۴٫۰۶ کیلومتر مربع مساحت دارد.